# Oefenaar
Een oefenaar was iemand die mocht preken in een godsdienstoefening van een protestantse gemeente en ook zelf zijn preken mocht maken, dit in tegenstelling tot de preeklezer in de leesdienst, die alleen preken van anderen mag voorlezen. In onderscheid van een predikant heeft een oefenaar geen officiële bevoegdheid tot het bedienen van de sacramenten (Heilige Doop en Heilig Avondmaal). Hij kreeg de bevoegdheid tot oefenen van de classis na een verzoek van een plaatselijke kerkelijke gemeente.
Oefenaars kwamen met name voor in de 18e, de 19e eeuw en de eerste helft van de 20e eeuw. Zij vervulden een belangrijke rol binnen de Afscheiding van 1834 en later bij de bevindelijk gereformeerden. De term "oefenaar" is tegenwoordig in onbruik geraakt. In plaats daarvan verlenen classes "preekbevoegdheid", "preekconsent" of de "bevoegdheid om een stichtelijk woord te spreken".
Schriftelijke nalatenschappen van oefenaars worden ook wel oefeningen genoemd. Een voorbeeld hiervan zijn de bundels met 252 Eenvoudige oefeningen van Wulfert Floor.
Bekende oefenaars zijn:
- Justus Vermeer (1695-1754)
- Theodorus Avinck (1740-1782)
- Albert Hilberts Kok (1760-1853)
- Wulfert Floor (1818-1876)
- Jan Frerik Zeebuit (1795-1895)
- Willem van Leeuwen (1868-1940)
- Henri Kersten (1882-1948)